# Myotrichia murina
Myotrichia murina is een schietmot uit de familie Sericostomatidae. De soort komt voor in het Neotropisch gebied.